# فرودگاه شهرستان آیداهو
فرودگاه شهرستان آیداهو (به انگلیسی: Idaho County Airport) یک فرودگاه همگانی بهره‌برداری هوایی است که یک باند فرود آسفالت دارد و طول باند آن ۱۵۵۵ متر است. این فرودگاه در شهر گرنگولیه، آیداهو کشور ایالات متحده آمریکا قرار دارد و در ارتفاع ۱۰۱۰ متری از سطح دریا واقع شده‌است.